# Línea 11 (AUVASA)
La línea 11 de la empresa de transportes municipal de Valladolid, AUVASA, unía el Barrio de La Rubia con el Cementerio de Las Contiendas, recorriendo el Paseo de Zorrilla y pasando por el centro de la ciudad. Desde el año 2012, los sábados y festivos funcionaba como línea 25.
El 2 de septiembre de 2013 se fusionó con la línea 5 (hasta entonces, Entrepinos-Pº Zorrilla 10) y esta línea pasó a hacer el recorrido de la línea 11.

## Frecuencias
Las frecuencias que tenía esta línea eran: 
| DÍA                | LUGAR DE SALIDA | PRIMER SERVICIO | ÚLTIMO SERVICIO | FRECUENCIA |
| ------------------ | --------------- | --------------- | --------------- | ---------- |
| Lunes a viernes    | LA RUBIA        | 7:30            | 22:30           | 30 min.    |
| Lunes a viernes    | CEM. CONTIENDAS | 7:30            | 23:00           | 30 min.    |
| Sábados y festivos | SIN SERVICIO    | -               | -               | -          |

- Desde el año 2012, el servicio en el mes de agosto lo realizaba también en laborables la línea 25, con horario de sábados.

## Paradas
| Desde La Rubia hacia Las Contiendas           | Correspondencia con líneas: |
| --------------------------------------------- | --------------------------- |
| Ctra. Rueda 19 esq. Mota                      | 2 5                         |
| Pº Zorrilla 89 esq. Goya                      | 5 7 10                      |
| Pº Zorrilla 65 fte. El Corte Inglés           | 1 2 5 7 10 15 16 C2         |
| Pº Zorrilla 39 esq. Puente Colgante           | 1 5 7 15                    |
| Pº Zorrilla 1 antiguo Hosp. Militar           | 1 5 7 12 15                 |
| Pº Zorrilla fte. 10 Campo Grande              | 1 12                        |
| Pº Isabel La Católica 1 esq. 20 de Febrero    | 1 12                        |
| Pº Isabel La Católica junto Pza. Poniente     | 12                          |
| Pº Isabel La Católica 27 esq. Conde Benavente | 12                          |
| Avda. Gijón 6 Pza. San Bartolomé              | 12                          |
| Avda. Gijón 26 Canal                          | 6 10 12 C1                  |
| Avda. Gijón fte. Cristo Rey                   | 10 C1                       |
| Avda. Gijón 42 fte. Enseñanza                 | -                           |
| Avda. Gijón 82 fte. Chopos                    | -                           |
| Avda. Gijón 71 Cem. Las Contiendas            | -                           |
| Desde Contiendas hacia La Rubia               |                             |
| Avda. Gijón 71 Cem. Las Contiendas            | -                           |
| Avda. Gijón 29 esq. Chopos                    | -                           |
| Avda. Gijón esq. Enseñanza                    | 10 C2                       |
| Avda. Gijón Cristo Rey                        | 10 C2                       |
| Avda. Gijón 3 fte. Canal                      | 6 10 12 C2                  |
| Pza. San Bartolomé                            | 6 12 C2                     |
| Avda. Ramón Pradera 15-17                     | 12 18                       |
| Avda. Ramón Pradera fte. Hotel NH             | 6 12 18                     |
| Avda. Ramón Pradera Feria de Muestras         | 6 12 18                     |
| Avda. José Luis Arrese 5 esq. Avda. Salamanca | 3 10 12                     |
| Avda. José Luis Arrese Plaza del Milenio      | -                           |
| Pº Zorrilla 10                                | 5 12                        |
| Pº Zorrilla 52 esq. García Morato             | 1 5 7 15                    |
| Pº Zorrilla 88 fte. Pza. de Toros             | 1 2 5 7 9 15 16             |
| Pº Zorrilla 130 El Corte Inglés               | 1 2 5 7 10 15 16 C1         |
| Pº Zorrilla 166 fte. antiguo Matadero         | 1 2 5 15 16 C1 H            |
| Ctra. Rueda 19 esq. Mota                      | 2 5                         |